# Ibarrolle
Ibarrolle is een gemeente in het Franse departement Pyrénées-Atlantiques (regio Nouvelle-Aquitaine) en telt 98 inwoners (2009). De plaats maakt deel uit van het arrondissement Bayonne.

## Geografie
De oppervlakte van Ibarrolle bedraagt 9,2 km², de bevolkingsdichtheid is dus 10,7 inwoners per km².
De onderstaande kaart toont de ligging van Ibarrolle met de belangrijkste infrastructuur en aangrenzende gemeenten.

## Demografie
Onderstaande figuur toont het verloop van het inwonertal (bron: INSEE-tellingen).